# Едмістон (переписна місцевість, Нью-Йорк)
Едмістон (англ. Edmeston) — переписна місцевість (CDP) в США, в окрузі Отсего штату Нью-Йорк. Населення — 592 особи (2020).

## Географія
Едмістон розташований за координатами 42°41′56″ пн. ш. 75°15′8″ зх. д. / 42.69889° пн. ш. 75.25222° зх. д. (42.698855, -75.252297).  За даними Бюро перепису населення США в 2010 році переписна місцевість мала площу 11,25 км², уся площа — суходіл.

## Демографія
Згідно з переписом 2010 року, у переписній місцевості мешкало 657 осіб у 271 домогосподарстві у складі 180 родин. Густота населення становила 58 осіб/км².  Було 311 помешкання (28/км²).
Расовий склад населення:
| - 96,7 % — білих - 0,6 % — чорних або афроамериканців - 0,5 % — азіатів - 1,5 % — осіб інших рас |

До двох чи більше рас належало 0,8 %. Частка іспаномовних становила 2,4 % від усіх жителів.
За віковим діапазоном населення розподілялося таким чином: 21,5 % — особи молодші 18 років, 61,9 % — особи у віці 18—64 років, 16,6 % — особи у віці 65 років та старші. Медіана віку мешканця становила 43,8 року. На 100 осіб жіночої статі у переписній місцевості припадало 93,8 чоловіків;  на 100 жінок у віці від 18 років та старших — 91,8 чоловіків також старших 18 років.
Середній дохід на одне домашнє господарство  становив 65 251 долар США (медіана — 53 611), а середній дохід на одну сім'ю — 85 044 долари (медіана — 67 250). Медіана доходів становила 32 045 доларів для чоловіків та 34 423 долари для жінок. За межею бідності перебувало 8,7 % осіб, у тому числі 4,7 % дітей у віці до 18 років та 11,4 % осіб у віці 65 років та старших.
Цивільне працевлаштоване населення становило 433 особи. Основні галузі зайнятості: освіта, охорона здоров'я та соціальна допомога — 35,8 %, фінанси, страхування та нерухомість — 20,1 %, науковці, спеціалісти, менеджери — 9,5 %, роздрібна торгівля — 9,2 %.